# 龔舍
龔舍（前60年—7年），字君倩，西漢楚國武原縣（今江蘇省邳州市西北）人，和龔勝並稱「楚二龔」，有名於時。漢哀帝年間先後為諫大夫、博士、泰山郡太守，皆任官不久即稱病辭官，歸鄉後未再出仕。龔舍精通《五經》，居家教授學生《魯詩》，郡中官員到任時皆會先前往其家拜訪，龔舍後於居攝年間在家中去世，享壽六十八歲。

## 生平
龔舍和同鄉龔勝交情甚篤，他們年少時皆研讀儒家經書，勤奮好學，兩人名聲響亮又具有氣節，因此被時人稱之為「楚二龔」，後來龔勝成為郡吏，龔舍則沒有出仕。其後龔勝入京擔任諫大夫，在覲見汉哀帝時，龔勝當面推薦龔舍、亢父縣人甯壽以及濟陰郡人侯嘉，三人因此全數被朝廷徵召，其中甯壽稱病未到，龔舍與侯嘉則應召前往长安，都做了諫大夫。
龔舍擔任諫大夫後，因病免官，又被徵召為博士，再次因病離職。不久，漢哀帝派遣使者前往楚國任命龔舍當泰山郡太守。龔舍家住武原縣，使者到了縣署，派人去請龔舍，想讓他到縣庭來接受任命和印綬，龔舍說：「帝王以天下為家，何必非要到縣庭呢？」因此在家裡接受了任命，取順路前去赴任，到任幾個月後，上書請求辭官回鄉，皇帝徵召龔舍前往京城，在走到京兆尹東部的湖縣境內時，龔舍堅決稱說自己病重，皇帝派使者收回印綬，任命龔舍做光祿大夫，多次准予續修病假，龔舍始終不肯起身，只好把他遣送歸家。
龔舍回到家鄉後，郡的二千石級官員到任，必會到他的家中拜訪，依照學生拜見老師的禮節行禮。龔舍通曉《五經》，主要傳授《鲁诗》，到了六十八歲時，於王莽居摄年間去世。

## 延伸閱讀
[在维基数据编辑]
 《漢書·卷072》，出自班固《漢書》